# Синдарин
Синдарин, синдарська мова або сіроельфійська — одна з вигаданих мов, розроблених Дж. Р. Р. Толкіном. У легендаріумі Толкіна (твори, присвячені всесвіту Арда) — одна з ельфійських мов, мова народу синдар.

## Походження назви
Слово «синдарин» перекладається з мови квенья як «сіре наріччя» і було мовою ельфів-синдарів (сірих ельфів). Така назва обумовлена тим, що синдар були народом телерського походження, що залишилися в Белеріанді під час Великого походу. Нолдор зустріли їх вперше біля озера Мітрім, огорненого сірими туманами. Інша версія твердить, що синдар не належали ані до Світлих ельфів з Валінору, ані до Темних (авар), тож їх було названо сірими як ні тих, ні тих.

## Виникнення
Синдарин бере своє походження з більш ранньої загальноельфійської мови елдар до їх поділу на різні ельфійські народи. Синдарська стала відрізнятися від мови ельфів інших племен, які попливли за море.
У Третю Епоху (див. «Володар перснів») синдарин був основною мовою спілкування ельфів західної частини Середзем'я. Саме синдарин — та мова, яка у «Володарі перснів» називається ельфійською.
Толкін у створенні синдарину спирався на валлійську мову, тому вона має одну цікаву особливість — мутації (чергування) приголосних, подібно до кельтських мов. Також синдарин зазнав впливу давньоанглійської й давньоскандинавської мов.

## Вживання в перекладах
У перекладах творів Толкіна назви та імена з синдарину слід залишати незмінними, на відміну від слів так званої «загальної мови» Середзем'я (Common Speech, в оригіналі цю роль відіграє англійська), які слід перекладати, передаючи значення відповідних англійських слів.